# Hioki
Hioki (Japans: 日置市, Hioki-shi) is een Japanse stad in de prefectuur Kagoshima. In 2015 telde de stad 49.544 inwoners. 

## Geschiedenis
Op 1 mei 2005 werd Hioki benoemd tot stad (shi). Dit gebeurde na het samenvoegen van de gemeenten Fukiage (吹上町), Higashiichiki (東市来町), Hiyoshi (日吉町) en Ijuin (伊集院町).

## Partnersteden
- Teshikaga, Japan
- Ogaki, Japan
- Sekigahara, Japan
- Aira, Japan
- Subang Jaya, Maleisië

Subprefecturen:
Kumage · Oshima

Steden:
Aira · Akune · Amami · Hioki · Ibusuki · Ichikikushikino · Isa · Izumi · Kagoshima (hoofdstad) · Kanoya · Kirishima · Makurazaki · Minamikyushu · Minamisatsuma · Nishinoomote · Satsumasendai · Shibushi · Soo · Tarumizu

Districten:
Aira · Isa · Izumi · Kagoshima · Kimotsuki · Kumage · Soo · Satsuma · Oshima

Gemeenten per district